# أرجان باجوا
أرجان باجوا هو عارض وممثل هندي، ولد في 3 سبتمبر 1977 بمومباي في الهند.

## أعمال

### أفلام
- (2007) غورو
- (2008) موضة
- (2016) روستم

## وصلات خارجية
- أرجان باجوا على موقع IMDb (الإنجليزية)
- أرجان باجوا على موقع ألو سيني (الفرنسية)
- أرجان باجوا على موقع أول موفي (الإنجليزية)
- أرجان باجوا على موقع قاعدة بيانات الفيلم (الإنجليزية)
- أرجان باجوا على موقع كينوبويسك (الروسية)